# Makaji Meghpar
Makaji Meghpar Es un pueblo y anterior chiefdom de Hardhrol Jadeja caciques en el Jamnagar distrito de Guyarat, India. Esté fundado en 1754 por Makanji Jadeja de Dhrol Estado. Gujarati Escritor Harilal Upadhyay es del pueblo. Los pueblos son principalmente Jadeja Rajputs con algunos Brahmins, Patels y Shudras.

## Censo
Makaji Meghpar es un pueblo de medida del medio localizado en Kalavad de Jamnagar distrito, con total 383 familias que residen. El Makaji Meghpar el pueblo tiene población de 1942 del cual 983 es machos mientras 959 es mujeres tan por censo de población de 2011.
En Makaji Meghpar población de pueblo de niños con edad 0-6 es 259 cuál hace 13.34 % de población total de pueblo. Proporción de Sexo mediano de Makaji Meghpar el pueblo es 976 cuál es más alto que Guyarat media estatal de 919. Proporción de sexo del niño para el Makaji Meghpar tan por el censo es 837, más bajo que Guyarat media de 890. Makaji Meghpar El pueblo tiene índice de alfabetización más baja comparó a Guyarat. En 2011, índice de alfabetización de Makaji Meghpar el pueblo era 74.45 % comparado a 78.03 % de Guyarat. En Makaji Meghpar posiciones de alfabetización Macho en 80.88 % mientras índice de alfabetización hembra era 68.01 %.

### Mesa de dato
| Particular           | Total   | Macho ♂ | Hembra ♀ |
| -------------------- | ------- | ------- | -------- |
| Población            | 1,942   | 983     | 959      |
| Niño (0-6)           | 259     | 141     | 118      |
| Casta de programa    | 424     | 229     | 195      |
| Alfabetización       | 74.45 % | 80.88 % | 68.01 %  |
| Trabajadores totales | 729     | 593     | 136      |

### Factor de casta
Casta de programa(SC) constituye 21.83% de población total en Makaji Meghpar pueblo. El pueblo Makaji Meghpar actualmente no tiene cualquier Tribu de Programa(ST) población.

### Perfil de trabajo
En Makaji Meghpar pueblo fuera de población total, 729 estuvo comprometido en actividades de trabajo. 87.38% de los trabajadores describen su trabajo como Trabajo Principal, mientras 12.62% estuvo implicado en la actividad Insignificante que proporciona livelihood para menos de 6 meses. De 729 trabajadores comprometieron en Trabajo Principal, 448 era cultivators mientras 116 era peón Agrícola.

## Economía
La actividad principal del pueblo es agricultura. La mayoría de ellos está comprometido en cultivar, produciendo cultivos principales como frutos secos de tierra, bajra, algodón, y trigo.

## Administración
El pueblo está administrado por Makaji Meghpar Gramo Panchayat cuál es al mando de Sarpanch. Mayurdhvajsinh Jadeja Es un incumbente Sarpanch, Alabhai Gamara es Upsarpanch.

## Geografía

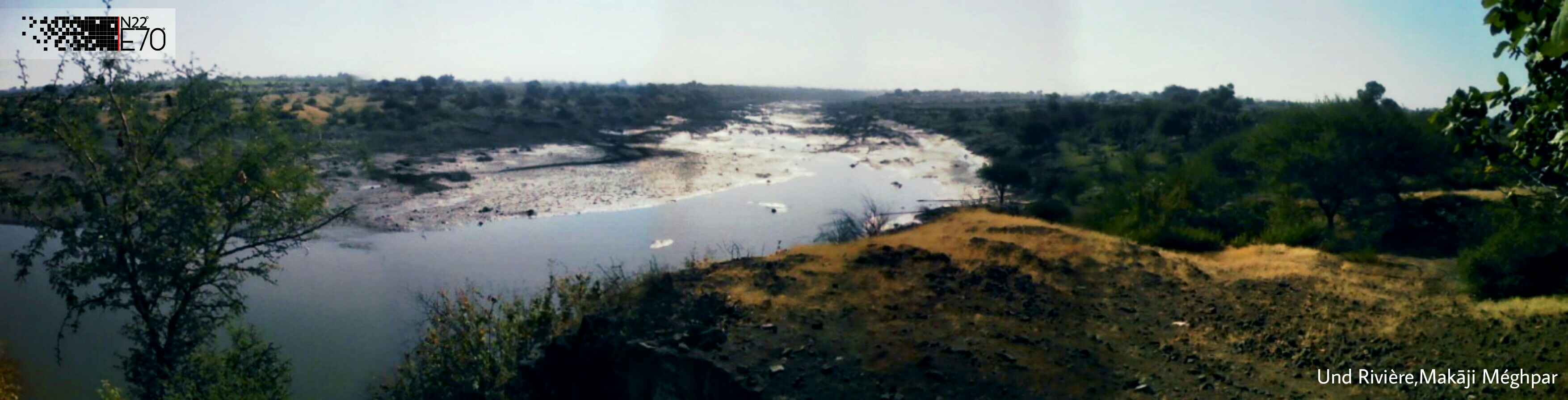
Und Río en Makaji Meghpar

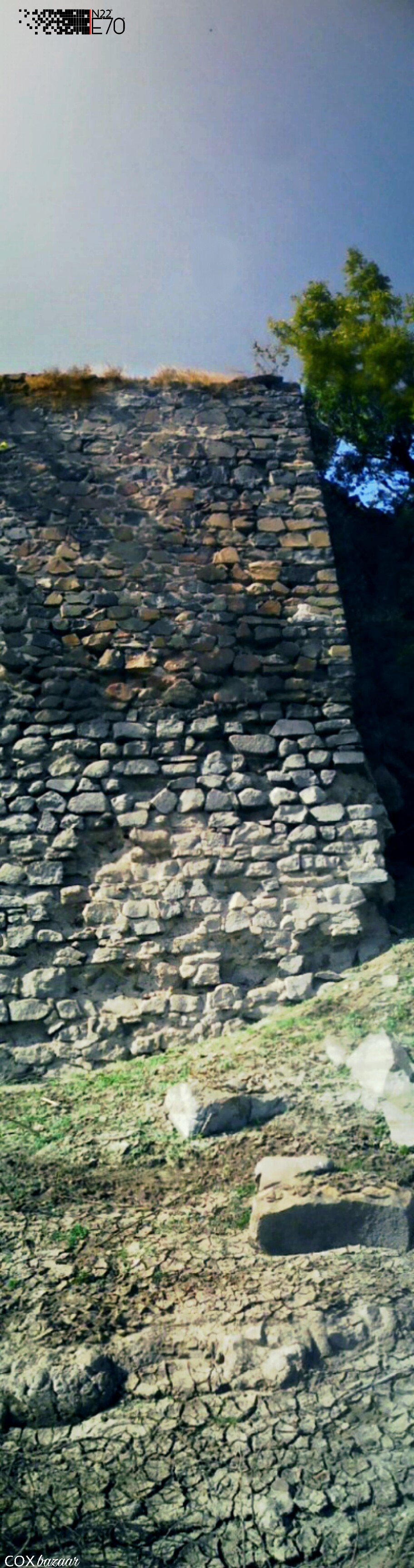
Kohh Ningún Jodd,La construcción sobre sistemas de riego nativos Viejos en Und río

Makaji Meghpar Está localizado en 22.33°N 70.48°E. Tiene una elevación mediana de 53 metros (174 ft). El pueblo está localizado en el banco de Domdi Río y Und River. El pueblo está extendido en el área de 23.44 km². Makaji Meghpar Está situado en la región llamó Saurashtra en el Guyarat estado de India. Meghpar Es el administrativo headquarter del Makaji Meghpar Rural Complejo incluyendo Shivnagar, Mangalpur y Paru faubourgs.

## Cultura
Todos los residentes de Makaji Meghpar es habla Gujarati lengua. Las comunidades importantes incluyen Jadeja Rajput, Patel, Dalit, Bharvad, Koli y etc.

### Religiones
El hinduismo es religión única en Makaji Meghpar.

### Templos

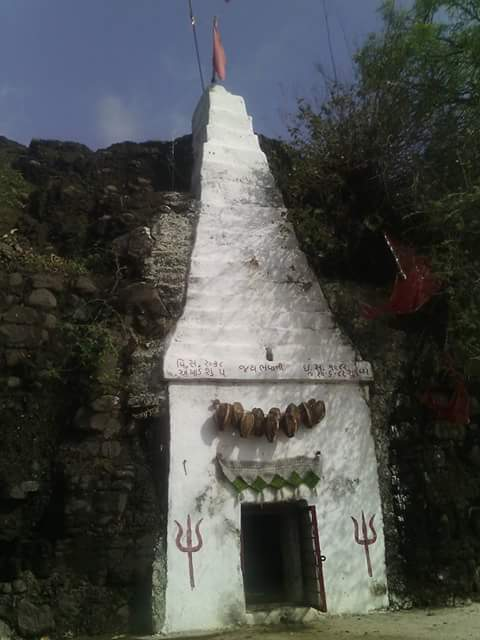
Bhavani Maataa Templo en riverbank Und.

El pueblo tiene varios templos hindúes, como Aashapura Mataji Templo, Bhavani Mata Templo, Vaijnath Mahadev Templo, Carnero na Chora, Dawal Shah Pir Dargah etc.

### Deportes
El críquet es el deporte más popular en Makaji Meghpar. Otros deportes tradicionales populares incluyen Kabaddi y Kho Kho.

## Conectividad

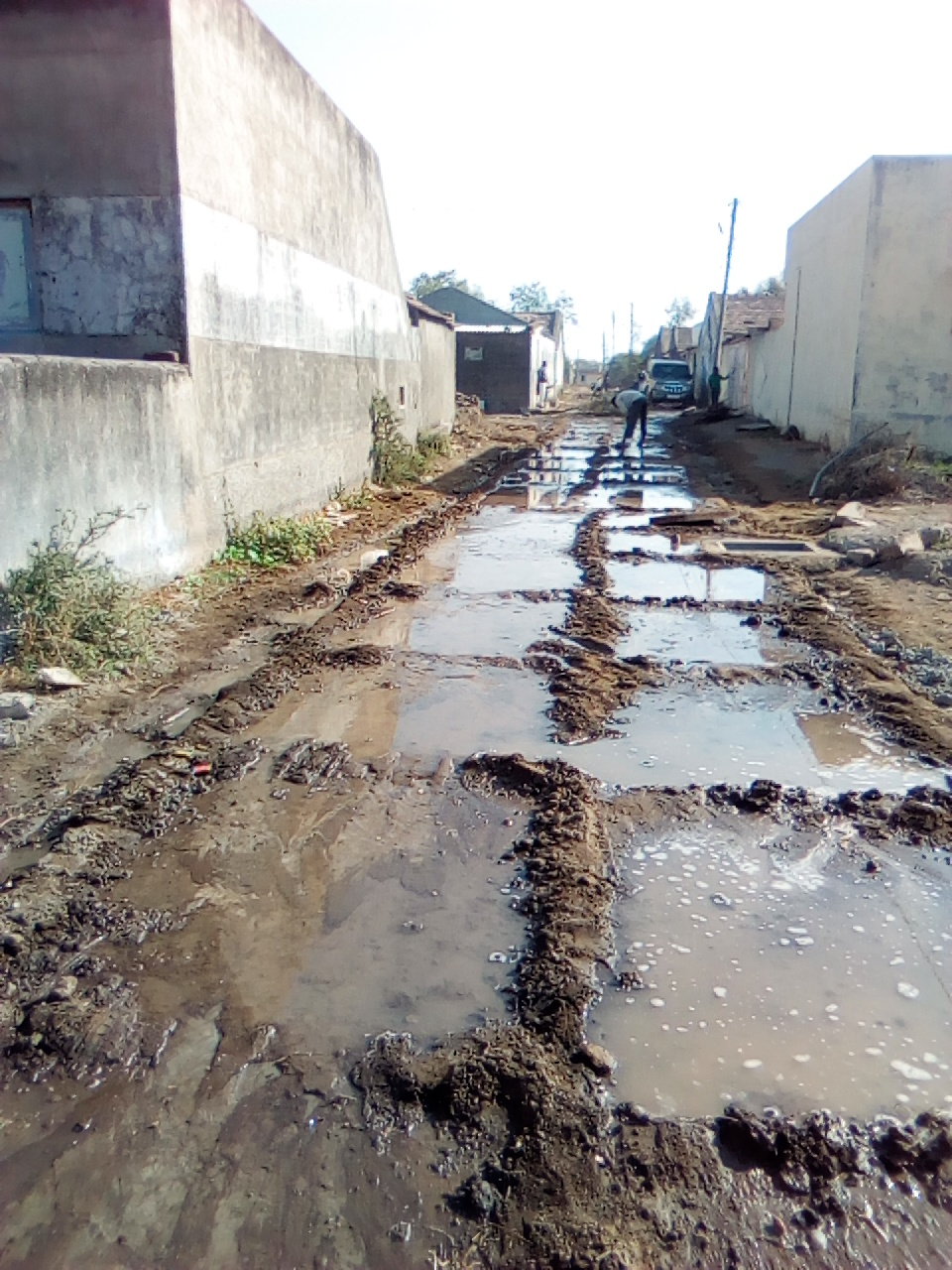
RCC La carretera que es construido en Makaji Meghpar

El Makaji Meghpar el complejo Rural está conectado con Paddhari, Kalavad y pueblos circundantes con camino solo carretera adoquinada. El aeropuerto de Rajkot es el más cercano.